# Архитекторы.рф
«Архитекторы.рф» — российская обучающая программа по темам городского развития для архитекторов, проектировщиков и градостроителей, реализуется по поручению Президента России с 2018 года в рамках реализации нацпроекта «Жилье и городская среда».
Проводится ДОМ.РФ и Институтом медиа, архитектуры и дизайна «Стрелка» при поддержке Минстроя России и Правительства РФ. Своей целью программа ставит обеспечение российских городов квалифицированными специалистами для создания доступного и качественного жилья и формирования комфортной городской среды.

## О программе
Программа «Архитекторы.рф» включает ежегодную офлайн-программу для ста профессионалов, доступные широкой аудитории онлайн-курсы, краткосрочные образовательные программы для специалистов в сфере развития городской среды в регионах России — «Городские практики», ежегодную архитектурную конференцию «Архитектор будущего».
Среди приглашенных лекторов программы «Архитекторы.рф» были известные архитекторы Сергей Чобан и Юрий Григорян, представители голландского бюро Mei Architects и датского бюро Juul Frost Arkitekter, доцент Института общественных наук РАНХиГС Екатерина Шульман, бывший мэр Копенгагена Йенс Крамер, главный архитектор Нидерландов Флорис Алкемаде, партнер архитектурного бюро BIG Якоб Ланге, глава направления по устойчивому развитию и международным отношениям ОЭСР Тадаши Мацумото и другие специалисты.
Онлайн-курсы программы «Архитекторы.рф» посвящены архитектуре, городской среде, жилью, экономике и управлению и предназначены для активных горожан, студентов старших курсов и специалистов в области архитектуры, городского развития, девелопмента, ландшафтного дизайна.
Среди их авторов и лекторов были сооснователь роттердамского архитектурного бюро MVRDV и директор исследовательской студии при Делфтском техническом университете Вини Маас, главный архитектор Нидерландов Флорис Алькемаде, доктор экономических наук Эллиот Эйзенберг, итальянский архитектор и изобретатель Карло Ратти, генеральный директор Strelka Architects Дарья Парамонова, партнер КБ «Стрелка» Алексей Муратов, доцент Института общественных наук Екатерина Шульман.
В рамках издательской деятельности программы выходят переводы профессиональных статей и книг. В 2020 году было переведено на русский язык и выпущено 11-е переиздание учебника американского автора Джона М. Леви по современному городскому планированию. Кроме того, «Архитекторы.рф» пополняют книгами об архитектуре и градостроительстве библиотеки профильных вузов России. В подборку вошли шесть книг Strelka Press и девять книг других издательств, среди них: «Смерть и жизнь больших американских городов» Джейн Джекобс, «Социальная справедливость и город» Дэвида Харви, «Культуры городов» Шароны Зукин, «Как устроен город» Григория Ревзина, «Тактический урбанизм» Энтони Гарсиа и Майка Лайдона, «Десять канонических зданий» Питера Айзенмана и другие.

## История

### 2018 год
Впервые программа «Архитекторы.рф» прошла с июня по декабрь 2018 года. На участие в первом потоке офлайн-программы было подано 1337 заявок. Главным условием участия в офлайн-программе была вовлеченность в тематику развития городской инфраструктуры. В число ста финалистов вошли практикующие архитекторы и градостроители, представители сферы государственного и муниципального управления, урбанистики и городской социологии из 50 городов России. Лидерами по количеству участников, помимо Москвы, стали Екатеринбург, Иркутск, Краснодар, Нижний Новгород, Новосибирск, Ростов-на-Дону, Самара, Санкт-Петербург, Тюмень, Уфа.
Офлайн-программа состояла из четырех модулей. Первый образовательный модуль включал 30 мероприятий: лекций российских и зарубежных экспертов, дискуссий, направленных на развитие навыков публичных выступлений и эффективной командной работы.
В рамках второго модуля участники разбились на группы и проехали по пяти маршрутам: Калининград — Великий Новгород; Иваново — Белгород — Грозный; Новосибирск — Екатеринбург — Пермь; Тюмень — Казань; Якутск — Владивосток. Целью этого модуля стало активное погружение в среду и ознакомление с особенностями архитектурных и градостроительных решений в различных регионах страны. В ходе этих исследовательских поездок участники программы встретились с первыми лицами регионов, локальными отраслевыми экспертами, исследователями и городскими активистами.
Третий модуль программы прошел в Берлине, Роттердаме, Копенгагене и Барселоне. Основными аспектами этой исследовательской поездки стали формирование новых общественных пространств, сравнительный анализ лучших российских и зарубежных практик и межкультурные коммуникативные навыки.
Четвертый модуль прошел в корпоративном университете Сбербанка. Он был посвящен основам социально-культурной и экономической политики мегаполисов будущего, приоритетам городского развития в контексте четвертой промышленной революции, городской экологии, трендам развития технологий в строительстве и новым моделям жилья и подходам к городскому планированию.
Заключительным этапом первого потока офлайн-программы «Архитекторы.рф» стала подготовка идей по улучшению городской среды, содержащих приоритетные предложения для российских городов с обоснованием их эффективности, описанием релевантных успешных примеров и роли автора проекта в их реализации.

### 2019—2020
В 2019—2020 годах принять участие в офлайн-программе могли только профессиональные архитекторы, строители, урбанисты и управленцы. Всего на участие в конкурсе было подано 3334 заявки, из которых 1010 заявок из 70 регионов страны приемная комиссия приняла к рассмотрению. В сотню финалистов вошли архитекторы и градостроители, представители государственного и муниципального управления, урбанистики, городской социологии и дизайна городской среды из 63 городов. Лидерами по количеству участников, помимо Москвы, стали Воронеж, Екатеринбург, Казань, Новосибирск, Санкт-Петербург, Симферополь, Челябинск.
Программа состояла из пяти модулей: четырех офлайн и одного онлайн. Первый модуль второго потока офлайн-программы «Архитекторы.рф» прошел в Москве и включал в себя лекции от экспертов, тренинги и мастер-классы, нацеленные на развитие навыков публичной презентации, командной работы, генерации идей и их решений.
Второй модуль прошел в Европе и был посвящен международной практике развития городов. Участники, занимавшиеся северными городами, побывали в Стокгольме, Мальмё и Копенгагене, остальные — в Париже, Бордо и Роттердаме. Оба маршрута завершились в Гамбурге, где состоялась конференция по итогам поездки. Из-за пандемии COVID-19 в программу добавили онлайн-модуль. За 12 недель онлайн-обучения в нем приняли участие 33 эксперта, программа включала 11 вебинаров, 26 публичных выступлений участников, 190 индивидуальных мастер-классов по дизайну. Публичные вебинары и групповые конференции были доступны широкой аудитории.
В ходе четвертого модуля участники программы посетили субъекты РФ, расположенные в различных климатических поясах. На практике были изучены особенности населенных пунктов разных размеров — от городов-миллионников до малых поселений. В составе трех команд участники проехали по маршрутам: «север» - Архангельск, Малые Карелы, Мурманск, Териберка; «экватор» — Нижний Новгород, Арзамас, Казань, Арск, Богатые Сабы, Кукмор; «юг» — Сочи, Красная Поляна, Краснодар, Горячий Ключ, Анапа.
В финальном модуле участники защищали собственные индивидуальные проекты перед жюри, состоящим из экспертов в сфере градостроительства. Проекты были посвящены 9 темам: «Открытые общественные пространства — системные проекты», «Редевелопмент территорий с исторической застройкой», «Жилые, общественные пространства и архитектура», «Редевелопмент промышленных территорий», «Системные документы: стандарты, регламенты, мастер-планы развития территорий», «Мобильность и транспортная инфраструктура», «Образовательные проекты и платформы», «Управление городскими проектами», «Спецпроекты».

### 2021
Программа 2021 года состояла из пяти модулей: лекций и воркшопов в Москве, исследовательской поездки за границу, онлайн-модуля, исследовательской поездки по российским городам и финальной защиты индивидуальных проектов в Москве. На участие в программе было принято к рассмотрению  1081 заявка .
Финалистами третьего потока программы «Архитекторы.рф» стали специалисты из 62 населенных пунктов от Калининграда до Владивостока и от Мурманска до Дербента, от городов-миллионников до сел с населением до 400 человек. Среди них — представители государственного и муниципального управления, архитекторы, специалисты по дизайну городской среды, городские планировщики, урбанисты, социологи, аналитики, сотрудники девелоперских и инженерных компаний, научные работники и специалисты по реставрации и реконструкции . В том числе 6 главных архитекторов Сочи, Северобайкальска, Костромы, Альметьевска, Бугульмы и Татищевского муниципального района Саратовской области .
Региональный модуль лидерской офлайн-программы включал в себя поездку по Северо-западному, Урало-сибирскому, Приволжскому маршруту. Объединение участников третьего потока программы состоялось в Воронеже на форуме «Зодчество ВРН» .
Зарубежный модуль включал в себя образовательные исследовательские экспедиции по Стамбулу и Анкаре. В финале программы участники представили индивидуальные проекты по 8 темам: «Жилая архитектура», «Смешанные районы и реновация территорий», «Многофункциональные районы и социальная инфраструктура», «Управление проектами территориального развития», «Мобильность и транспортная инфраструктура», «Экология и устойчивое развитие», «Открытые общественные пространства», «Стратегические и регулирующие документы» .
Выпущено 4 бесплатных онлайн-курса, среди них: «Городские данные», «Город и горожане: как наладить диалог с жителями», «Спасти и адаптировать: как работать с историческим наследием», «Здоровый город»
.
В третий раз прошла профильная конференция для архитекторов. Она была посвящена глобальным вызовам и их влиянию на роль архитектора в обществе. Также традиционно состоялся карьерный день «Ярмарка вакансий», который собрал 14 компаний и более 350 участников .
«Городские практики» в 2021 году прошли в 10 российских городах: Курске, Томске, Перми, Владивостоке, Мурманске, Чебоксарах, Нижнекамске, Якутске, Ленинградской области и Екатеринбурге. В них приняли участие 550 локальных специалистов .

### 2022
В 2022 году прошел четвертый поток офлайн-программы Архитекторы.рф. На него поступило 103 участника из 69 городов и 55 регионов. Больше половины из них — представители государственной и муниципальной службы. Среди участников четвертого потока офлайн-программы — 13 главных архитекторов.
Четвертый поток офлайн программы состоял из пяти модулей. Два из них прошли в Москве: первый и завершающий. В июне 2022 года состоялся региональный модуль, который охватил Владивосток, Иркутск, Екатеринбург, Сысерть, Казань, Зеленодольск, Пятигорск, Железноводск, Кисловодск и Нижний Новгород. В рамках международного модуля в сентябре 2022 года участники программы посетили Стамбул и Измир в Турции, а также Гюмри, Дилижан и Ереван в Армении. Еще один модуль программы прошел в онлайн-формате. Всего за время четвертого потока участники посетили 123 образовательные экскурсии, прослушали 48 лекций, совершили 14 визитов в архитектурные бюро . 
Впервые участники офлайн-программы разрабатывали для финальных презентаций групповые, а не индивидуальные проекты. Этот переход связан с возросшей необходимостью развивать у обучающихся такие навыки, как гибкость, умение работать в команде, способность занимать лидерскую позицию и готовность отдавать эту роль коллегам. Заданные темы итоговых презентаций были разделены на восемь категорий: сообщества и профессия, работа с объектами наследия, социальная инфраструктура, градостроительные стратегии и так далее.
В течение года на платформе Архитекторы.рф вышли четыре онлайн-курса: «Лайфхаки для архитекторов по юридическим вопросам», «Искусство в городском пространстве: принципы интеграции паблик-арта», «Доступная и инклюзивная среда» и «Работа с особо охраняемыми природными территориями: инструкция для архитектора». Все они доступны бесплатно на сайте Архитекторы.рф после быстрой регистрации .
В ноябре 2022 года состоялась «Ярмарка вакансий» для профессионалов в сфере архитектуры и городского развития. В ней приняли участие 40 профильных компаний, организаций и ведомств. Более 1000 соискателей могли послушать вебинары по самопрезентации и подготовке портфолио, направить свои резюме рекрутерам и напрямую задать вопросы работодателям.
В 2022 году краткосрочные интенсивы «Городские практики» состоялись в 10 городах России: Архангельске, Благовещенске, Ельце, Новороссийске, Новосибирске, Пятигорске, Самаре, Таганроге, Тамбове и Тюмени. В них приняли участие 465 локальных специалистов. Впервые в рамках «Городских практик» прошел выездной модуль.

## Программы «Городские практики»
В рамках «Архитекторы.рф» проводится программа «Городские практики» — серия краткосрочных образовательных программ для профессионалов в сфере комплексного развития городов России: архитекторов, представителей власти, девелоперов, градостроителей, предпринимателей.
В 2020 году просветительские сессии «Городские практики» прошли в 11 городах России: Ижевске, Краснодаре, Липецке, Вологде, Южно-Сахалинске, Ростове-на-Дону, Челябинске, Иркутске, Сыктывкаре, Нальчике и Уфе. В офлайн-мероприятиях принял участие 631 человек, а охват трансляций превысил 100 тысяч человек.
В ходе лекций и практических упражнений приглашенные эксперты и участники обсуждают инструменты формирования комфортной городской среды. В фокусе программы — темы благоустройства, транспортного планирования, предпроектного анализа, устойчивого развития, городской экономики и применения стандартов жилья. В 2021 году мероприятия запланированы в 10 городах России. Часть городов проведения программы «Городские практики» выбирается по результатам открытого конкурса среди городских администраций, изъявивших желание принять мероприятия.

## Конференция «Архитектор будущего»
Программа «Архитекторы.рф» также занимается проведением ежегодной международной конференции «Архитектор будущего».
Первая конференция «Архитектор будущего» прошла в Москве в 2018 году. Вторая конференция прошла в сентябре 2019 года. Традиционно на конференции обсуждаются тренды и вызовы, с которыми сталкиваются молодые архитекторы. В числе спикеров конференции — представители ведущих архитектурных бюро мира, дизайн-студий и компаний-девелоперов.

## Результаты программы
Из 200 выпускников первых двух потоков 59 сменили должность или город проживания. Из них 35 человек работают в органах государственной власти местного самоуправления, 19 — в центрах компетенций, 9 были назначены главными архитекторами городов и областей, заместителями министров строительства и архитектуры и советниками глав городов и губернаторов. Данные — на конец 2020 года.